# Litzelkirchen (Buchbach)
Litzelkirchen ist ein Gemeindeteil der Gemeinde Buchbach im oberbayerischen Landkreis Mühldorf am Inn.

## Lage
Die Einöde Litzelkirchen liegt knapp zwei Kilometer nordöstlich von Buchbach auf der Gemarkung Felizenzell am Litzelkirchener Bächlein, das in den Walkersaicher Mühlbach mündet. Das ähnlich geschriebene Dorf Litzlkirchen liegt in der Luftlinie 14 Kilometer weiter südöstlich bei Aschau am Inn.

## Geschichte
Im 12. Jahrhundert wurde Litzelkirchen als Edelsitz erwähnt. Rondolphus de Lucelnchirchen ist in einer Urkunde von 1220 namentlich verzeichnet. Um das Jahr 1150 wurde das ursprünglich flach gedeckte Langhaus der heutigen Kirche errichtet. Zu Ende des Dreißigjährigen Kriegs im Jahr 1648 wurde das Gotteshaus von Kürassiere geplündert.

## Bevölkerungsentwicklung
Um 1871 gab es in Litzelkirchen neun Einwohner. Im Mai 1987 lebten dort vier Einwohner in einem Wohngebäude.
| Jahr      | 1871 | 1925 | 1950 | 1970 | 1987 |
| Einwohner | 9    | 9    | 7    | 6    | 4    |

## Denkmalschutz
Es gibt in Litzelkirchen zwei denkmalgeschützte Gebäude, die in der Liste der Baudenkmäler in Buchbach aufgeführt sind:

### St. Johannes der Täufer
Katholische Filialkirche St. Johannes der Täufer, Litzelkirchen 1, mit spätromanischen Blendbogenfriese am Außenbau stammt im Kern aus der Zeit um 1150. Sie wurde im 15./16. Jahrhundert ausgebaut und 1677 mit ihrem Turm vervollständigt. Langhaus und Chor sind im Innern mit Kreuzgratgewölben überspannt, die mit kunstvoll gestalteten Schlusssteinen verziert. Im Chor befindet sich der von Josef Elsner entworfene der neugotische Hochaltar. An der nördlichen Chorwand ist ein 1678 vom Buchbacher Dekan Christoph Franz Rottmayr gestiftetes Gemälde der Hl. Familie auf der Flucht (sogenannter Heiliger Wandel) aufgehängt.

### Getreidekasten
Der Getreidekasten, Litzelkirchen 2, ist ein hölzerner, doppelgeschossiger Blockbau aus der ersten Hälfte des 18. Jahrhunderts.